# Sporting Clube Caminhense
O Sporting Clube Caminhense (SCC) é um clube desportivo com a modalidade de remo em Caminha Portugal. Por ocasião dos festejos do 75.º aniversário da sua fundação, em 2002, recebeu a Medalha de Bons Serviços Desportivos.
Fundado em 14 de Dezembro 1926, foi filial do Sporting Clube de Portugal com o n.º 49. O Caminhense dedicou-se inicialmente ao futebol e ao ténis, depois, em 1930 surgiu o remo com Manuel Augusto Fernandes.

## Remadores do Caminhense nos Jogos Olímpicos de Verão
- Remo nos Jogos Olímpicos de Verão de 1948, Inglaterra.[2][3]
  - José Cancela
  - José Seixo
  - Delfim Silva
  - António Torres,
  - Leonel Rego
- Remo nos Jogos Olímpicos de Verão de 1960, Roma
  - José Vieira
  - Jorge Gavinho
  - José Porto
  - Ilídio Silva
  - Ruy Valença
- Remo nos Jogos Olímpicos de Verão de 1992, Barcelona
  - João Santos
- Remo nos Jogos Olímpicos de Verão de 1996, Atlanta
  - Henrique Baixinho
  - João Pedro

## Títulos Nacionais
2000/2001 18 títulos nacionais
Treinador: João António Branco Pinto
Técnico: Carlos Jorge Valadares da Costa.